# Newcastle United FC in het seizoen 1996/97
Dit artikel beschrijft de prestaties van de Engelse voetbalclub Newcastle United FC in het seizoen 1996–1997. Na de promotie in het voorjaar van 1993 was de club onder leiding van oud-international Kevin Keegan achtereenvolgens als derde en zesde geëindigd in de Premier League, gevolgd door een seizoen waarin de club maandenlang leek af te stevenen op de landstitel. Die verspeelde Newcastle uiteindelijk in de slotfase aan Manchester United in een van de spannendste seizoenen in jaren.
In de zomer versterkte de club zich met aanvaller Alan Shearer, kort daarvoor met vijf goals topscorer bij de EK-eindronde, die voor een recordbedrag van £15.000.000 werd overgenomen van Blackburn Rovers. Dit was de hoogste transfersom ter wereld die op dat moment voor een voetballer betaald was. Shearer, geboren in Newcastle upon Tyne, zou uitgroeien tot de topscorer aller tijden van de club, maar beleefde een teleurstellende start bij zijn nieuwe werkgever. In de strijd om de FA Charity Shield ging de ploeg van trainer Kevin Keegan op zondag 11 augustus met maar liefst 4-0 onderuit tegen regerend landskampioen Manchester United. De doelpunten kwamen op naam van Éric Cantona, Nicky Butt, David Beckham en Roy Keane.
In het toernooi om de FA Cup was de vierde ronde het eindstation voor Newcastle United. Nottingham Forest was op St. James' Park met 2-1 te sterk. Beide treffers van de bezoekers kwamen op naam van Ian Woan. In de strijd om de Football League Cup ging Newcastle United eveneens in de vierde ronde onderuit. Middlesbrough won op eigen veld met 3-1. In de UEFA Cup werd Newcastle in de kwartfinales (over twee wedstrijden) uitgeschakeld door AS Monaco.
Keegan diende zijn ontslag in op 7 januari 1996, twee dagen na de 1-1 tegen Charlton Athletic in de FA Cup, met de mededeling dat hij zichzelf niet in staat achtte de club naar grotere hoogten te brengen. Een week later wees de clubleiding de Schotse oud-international Kenny Dalglish aan als zijn vervanger. Onder diens leiding eindigde Newcastle opnieuw als tweede in de eindrangschikking en opnieuw achter Manchester United, dat de titel wist te prolongeren.

## FA Charity Shield
| Ronde  | Datum      | Wedstrijd                            | Uitslag |
| ------ | ---------- | ------------------------------------ | ------- |
| Finale | 10.08.1996 | Manchester United – Newcastle United | 4–0     |

## Premier League

### Wedstrijden
| №  | Datum      | Wedstrijd                              | Uitslag | Pos | P  |
| -- | ---------- | -------------------------------------- | ------- | --- | -- |
| 1  | 17.08.1996 | Everton – Newcastle United             | 2–0     | 16  | 0  |
| 2  | 21.08.1996 | Newcastle United – Wimbledon           | 2–0     | 10  | 3  |
| 3  | 24.08.1996 | Newcastle United – Sheffield Wednesday | 1–2     | 13  | 3  |
| 4  | 04.09.1996 | Sunderland – Newcastle United          | 1–2     | 8   | 6  |
| 5  | 07.09.1996 | Tottenham Hotspur – Newcastle United   | 1–2     | 6   | 9  |
| 6  | 14.09.1996 | Newcastle United – Blackburn Rovers    | 2–1     | 3   | 12 |
| 7  | 21.09.1996 | Leeds United – Newcastle United        | 0–1     | 2   | 15 |
| 8  | 30.09.1996 | Newcastle United – Aston Villa         | 4–3     | 2   | 18 |
| 9  | 12.10.1996 | Derby County – Newcastle United        | 0–1     | 1   | 21 |
| 10 | 20.10.1996 | Newcastle United – Manchester United   | 5–0     | 1   | 24 |
| 11 | 26.10.1996 | Leicester City – Newcastle United      | 2–0     | 2   | 24 |
| 12 | 03.11.1996 | Newcastle United – Middlesbrough       | 3–1     | 1   | 27 |
| 13 | 16.11.1996 | Newcastle United – West Ham United     | 1–1     | 1   | 28 |
| 14 | 23.11.1996 | Chelsea – Newcastle United             | 1–1     | 1   | 29 |
| 15 | 30.11.1996 | Newcastle United – Arsenal             | 1–2     | 2   | 29 |
| 16 | 09.12.1996 | Nottingham Forest – Newcastle United   | 0–0     | 4   | 30 |
| 17 | 17.12.1996 | Coventry City – Newcastle United       | 2–1     | 4   | 30 |
| 18 | 23.12.1996 | Newcastle United – Liverpool           | 1–1     | 6   | 31 |
| 19 | 26.12.1996 | Blackburn Rovers – Newcastle United    | 1–0     | 6   | 31 |
| 20 | 28.12.1996 | Newcastle United – Tottenham Hotspur   | 7–1     | 5   | 34 |
| 21 | 01.01.1997 | Newcastle United – Leeds United        | 3–0     | 4   | 37 |
| 22 | 11.01.1997 | Aston Villa – Newcastle United         | 2–2     | 4   | 38 |
| 23 | 18.01.1997 | Southampton – Newcastle United         | 2–2     | 4   | 39 |
| 24 | 29.01.1997 | Newcastle United – Everton             | 4–1     | 4   | 42 |
| 25 | 02.02.1997 | Newcastle United – Leicester City      | 4–3     | 4   | 45 |
| 26 | 22.02.1997 | Middlesbrough – Newcastle United       | 0–1     | 3   | 48 |
| 27 | 01.03.1997 | Newcastle United – Southampton         | 0–1     | 4   | 48 |
| 28 | 10.03.1997 | Liverpool – Newcastle United           | 4–3     | 4   | 48 |
| 29 | 15.03.1997 | Newcastle United – Coventry City       | 4–0     | 4   | 51 |
| 30 | 23.03.1997 | Wimbledon – Newcastle United           | 1–1     | 4   | 52 |
| 31 | 05.04.1997 | Newcastle United – Sunderland          | 1–1     | 4   | 53 |
| 32 | 13.04.1997 | Sheffield Wednesday – Newcastle United | 1–1     | 5   | 54 |
| 33 | 16.04.1997 | Newcastle United – Chelsea             | 3–1     | 4   | 57 |
| 34 | 19.04.1997 | Newcastle United – Derby County        | 3–1     | 4   | 60 |
| 35 | 03.05.1997 | Arsenal – Newcastle United             | 0–1     | 4   | 63 |
| 36 | 06.05.1997 | West Ham United – Newcastle United     | 0–0     | 4   | 64 |
| 37 | 08.05.1997 | Manchester United – Newcastle United   | 0–0     | 3   | 65 |
| 38 | 11.05.1997 | Newcastle United – Nottingham Forest   | 5–0     | 2   | 68 |

### Eindstand
| №  | Club                | WG | W  | G  | V  | DV | DT | +/- | Punten |
| -- | ------------------- | -- | -- | -- | -- | -- | -- | --- | ------ |
|    | Manchester United   | 38 | 21 | 12 | 5  | 76 | 44 | +32 | 75     |
| 2  | Newcastle United    | 38 | 19 | 11 | 8  | 73 | 40 | +33 | 68     |
| 3  | Arsenal             | 38 | 19 | 11 | 8  | 62 | 32 | +30 | 68     |
| 4  | Liverpool           | 38 | 19 | 11 | 8  | 62 | 37 | +25 | 68     |
| 5  | Aston Villa         | 38 | 17 | 10 | 11 | 47 | 34 | +13 | 61     |
| 6  | Chelsea             | 38 | 16 | 11 | 11 | 58 | 55 | +3  | 59     |
| 7  | Sheffield Wednesday | 38 | 14 | 15 | 9  | 50 | 51 | –1  | 57     |
| 8  | Wimbledon           | 38 | 15 | 11 | 12 | 49 | 46 | +3  | 56     |
| 9  | Leicester City      | 38 | 12 | 11 | 15 | 46 | 54 | –8  | 47     |
| 10 | Tottenham Hotspur   | 38 | 13 | 7  | 18 | 44 | 51 | –7  | 46     |
| 11 | Leeds United        | 38 | 11 | 13 | 14 | 28 | 38 | –10 | 46     |
| 12 | Derby County        | 38 | 11 | 13 | 14 | 45 | 58 | –13 | 46     |
| 13 | Blackburn Rovers    | 38 | 9  | 15 | 14 | 42 | 43 | –1  | 42     |
| 14 | West Ham United     | 38 | 10 | 12 | 16 | 39 | 48 | –9  | 42     |
| 15 | Everton             | 38 | 10 | 12 | 16 | 44 | 57 | –13 | 42     |
| 16 | Southampton         | 38 | 10 | 11 | 17 | 50 | 56 | –6  | 41     |
| 17 | Coventry City       | 38 | 9  | 14 | 15 | 38 | 54 | –16 | 41     |
| 18 | Sunderland          | 38 | 10 | 10 | 18 | 35 | 53 | –18 | 40     |
| 19 | Middlesbrough       | 38 | 10 | 12 | 16 | 51 | 60 | –9  | 39     |
| 20 | Nottingham Forest   | 38 | 6  | 16 | 16 | 31 | 59 | –28 | 34     |

### Statistieken
Bijgaand een overzicht van de spelers die Newcastle United vertegenwoordigden in de Premier League in het seizoen 1996/97 en, net als vorig seizoen, op de tweede plaats eindigden in de eindrangschikking.
| Naam              | Min.  | Duels | B  | Werd in het veld gebracht | Werd van het veld gehaald | Goal | Kreeg geel | Kreeg voor de tweede keer geel en dus rood | Weggestuurd |
| ----------------- | ----- | ----- | -- | ------------------------- | ------------------------- | ---- | ---------- | ------------------------------------------ | ----------- |
| Steve Watson      | 2998' | 36    | 33 | 3                         | 2                         | 1    | 3          | 0                                          | 0           |
| Darren Peacock    | 3150' | 35    | 35 | 0                         | 0                         | 1    | 2          | 0                                          | 0           |
| Rob Lee           | 2720' | 33    | 32 | 1                         | 7                         | 5    | 6          | 0                                          | 0           |
| David Batty       | 2824' | 32    | 32 | 0                         | 1                         | 1    | 11         | 1                                          | 0           |
| Keith Gillespie   | 2160' | 32    | 23 | 9                         | 7                         | 1    | 1          | 0                                          | 1           |
| Les Ferdinand     | 2531' | 31    | 30 | 1                         | 8                         | 16   | 3          | 0                                          | 0           |
| Alan Shearer      | 2782' | 31    | 31 | 0                         | 1                         | 25   | 5          | 0                                          | 0           |
| Robbie Elliott    | 2600' | 29    | 29 | 0                         | 1                         | 7    | 3          | 0                                          | 0           |
| Philippe Albert   | 2408' | 27    | 27 | 0                         | 1                         | 2    | 6          | 0                                          | 0           |
| Peter Beardsley   | 1938' | 25    | 22 | 3                         | 4                         | 5    | 3          | 0                                          | 0           |
| Faustino Asprilla | 1461' | 24    | 17 | 7                         | 11                        | 4    | 2          | 0                                          | 0           |
| Lee Clark         | 1118' | 24    | 9  | 15                        | 3                         | 2    | 1          | 0                                          | 0           |
| David Ginola      | 1727' | 24    | 20 | 4                         | 6                         | 1    | 4          | 0                                          | 0           |
| Pavel Srníček     | 1980' | 22    | 22 | 0                         | 0                         | 0    | 0          | 0                                          | 0           |
| John Beresford    | 1630' | 19    | 18 | 1                         | 0                         | 0    | 4          | 0                                          | 0           |
| Warren Barton     | 1270' | 17    | 14 | 3                         | 0                         | 1    | 1          | 0                                          | 0           |
| Shaka Hislop      | 1440' | 16    | 16 | 0                         | 0                         | 0    | 0          | 0                                          | 0           |
| Steve Howey       | 720'  | 8     | 8  | 0                         | 0                         | 1    | 0          | 0                                          | 0           |
| Paul Kitson       | 70'   | 3     | 0  | 3                         | 0                         | 0    | 0          | 0                                          | 0           |
| James Crawford    | 44'   | 2     | 0  | 2                         | 0                         | 0    | 0          | 0                                          | 0           |
|                   |       |       |    |                           |                           |      |            |                                            |             |
| Paul Brayson      | 0     | 0     | 0  | 0                         | 0                         | 0    | 0          | 0                                          | 0           |
| Derrick Hamilton  | 0     | 0     | 0  | 0                         | 0                         | 0    | 0          | 0                                          | 0           |
| Steve Harper      | 0     | 0     | 0  | 0                         | 0                         | 0    | 0          | 0                                          | 0           |
| Aaron Hughes      | 0     | 0     | 0  | 0                         | 0                         | 0    | 0          | 0                                          | 0           |

## FA Cup

### Wedstrijden
| Ronde     | Datum      | Wedstrijd                            | Uitslag |
| --------- | ---------- | ------------------------------------ | ------- |
| 3de ronde | 05.01.1997 | Charlton Athletic – Newcastle United | 1–1     |
| 3de ronde | 15.01.1997 | Newcastle United – Charlton Athletic | 2–1     |
| 4de ronde | 26.01.1997 | Newcastle United – Nottingham Forest | 1–2     |

## Football League Cup

### Wedstrijden
| Ronde     | Datum      | Wedstrijd                          | Uitslag |
| --------- | ---------- | ---------------------------------- | ------- |
| 3de ronde | 23.10.1996 | Newcastle United – Oldham Athletic | 1–0     |
| 4de ronde | 27.11.1996 | Middlesbrough – Newcastle United   | 3–1     |

## UEFA Cup

### Wedstrijden
| Ronde       | Datum      | Wedstrijd                      | Uitslag |
| ----------- | ---------- | ------------------------------ | ------- |
| 1ste ronde  | 10.09.1996 | Newcastle United – Halmstads   | 4–0     |
| 1ste ronde  | 24.09.1996 | Halmstads – Newcastle United   | 2–1     |
| 2de ronde   | 15.10.1996 | Ferencvaros – Newcastle United | 3–2     |
| 2de ronde   | 29.10.1996 | Newcastle United – Ferencvaros | 4–0     |
| 3de ronde   | 19.11.1996 | Metz – Newcastle United        | 1–1     |
| 3de ronde   | 03.12.1996 | Newcastle United – Metz        | 2–0     |
| Kwartfinale | 04.03.1997 | Newcastle United – AS Monaco   | 0–1     |
| Kwartfinale | 18.03.1997 | AS Monaco – Newcastle United   | 3–0     |

### Statistieken
| Naam              | Min. | Duels | B | Werd in het veld gebracht | Werd van het veld gehaald | Goal | Kreeg geel | Kreeg voor de tweede keer geel en dus rood | Weggestuurd |
| ----------------- | ---- | ----- | - | ------------------------- | ------------------------- | ---- | ---------- | ------------------------------------------ | ----------- |
| Philippe Albert   | 674' | 8     | 7 | 1                         | 0                         | 1    | 1          | 0                                          | 0           |
| Keith Gillespie   | 572' | 8     | 6 | 2                         | 2                         | 0    | 0          | 0                                          | 0           |
| Rob Lee           | 700' | 8     | 8 | 0                         | 1                         | 0    | 1          | 0                                          | 0           |
| Darren Peacock    | 710' | 8     | 8 | 0                         | 1                         | 0    | 0          | 0                                          | 0           |
| David Batty       | 610' | 7     | 7 | 0                         | 1                         | 0    | 1          | 0                                          | 0           |
| Peter Beardsley   | 593' | 7     | 7 | 0                         | 1                         | 2    | 0          | 0                                          | 0           |
| David Ginola      | 543' | 7     | 6 | 1                         | 1                         | 1    | 0          | 0                                          | 0           |
| Faustino Asprilla | 518' | 6     | 6 | 0                         | 2                         | 5    | 0          | 0                                          | 0           |
| Warren Barton     | 372' | 6     | 4 | 2                         | 1                         | 0    | 2          | 0                                          | 0           |
| Pavel Srníček     | 540' | 6     | 6 | 0                         | 0                         | 0    | 0          | 0                                          | 0           |
| Lee Clark         | 214' | 5     | 2 | 3                         | 0                         | 0    | 0          | 0                                          | 0           |
| Robbie Elliott    | 393' | 5     | 4 | 1                         | 0                         | 0    | 0          | 0                                          | 0           |
| Steve Watson      | 358' | 5     | 4 | 1                         | 1                         | 0    | 1          | 0                                          | 0           |
| Les Ferdinand     | 360' | 4     | 4 | 0                         | 0                         | 4    | 0          | 0                                          | 0           |
| Alan Shearer      | 360' | 4     | 4 | 0                         | 0                         | 1    | 0          | 0                                          | 0           |
| John Beresford    | 157' | 3     | 2 | 1                         | 1                         | 0    | 1          | 0                                          | 0           |
| Shaka Hislop      | 180' | 2     | 2 | 0                         | 0                         | 0    | 0          | 0                                          | 0           |
| Stephen Howey     | 46'  | 1     | 1 | 0                         | 1                         | 0    | 0          | 0                                          | 0           |
| Paul Kitson       | 20'  | 1     | 0 | 1                         | 0                         | 0    | 0          | 0                                          | 0           |
|                   |      |       |   |                           |                           |      |            |                                            |             |
| Paul Brayson      | 0    | 0     | 0 | 0                         | 0                         | 0    | 0          | 0                                          | 0           |
| James Crawford    | 0    | 0     | 0 | 0                         | 0                         | 0    | 0          | 0                                          | 0           |
| Derrick Hamilton  | 0    | 0     | 0 | 0                         | 0                         | 0    | 0          | 0                                          | 0           |
| Steve Harper      | 0    | 0     | 0 | 0                         | 0                         | 0    | 0          | 0                                          | 0           |
| Aaron Hughes      | 0    | 0     | 0 | 0                         | 0                         | 0    | 0          | 0                                          | 0           |

1992/93 · 
1993/94 · 
1994/95 · 
1995/96 · 
1996/97 · 
1997/98 · 
1998/99 · 
1999/00 · 
2000/01 · 
2001/02 · 
2002/03 · 
2003/04 · 
2004/05 · 
2005/06 · 
2006/07 · 
2007/08 · 
2008/09 · 
2009/10 · 
2010/11 · 
2011/12 · 
2012/13 · 
2013/14 · 
2014/15 · 
2015/16 · 
2016/17 · 
2017/18 ·
2018/19 ·
2019/20 ·
2020/21 ·
2021/22 ·
2022/23 ·
2023/24 ·
2024/25